# Rodrigo Blankenship
(en) Statistiques sur pro-football-reference
Rodrigo Blankenship, né le 29 janvier 1997 à Marietta en Géorgie, est un joueur professionnel américain de football américain. 
Il joue au poste de kicker dans la National Football League (NFL) depuis 2020.

## Biographie
Au niveau universitaire, il a joué pour les Bulldogs de la Géorgie au sein de la Southeastern Conference de la NCAA Division I Football Bowl Subdivision (FBS).
En 2017, il est le meilleur marqueur de son équipe et est sélectionné dans l'équipe type des freshman de la SEC. Lors du ose Bowl de janvier 2018, il réussit un field goal de 55 yards soit le plus long field goal réussi de l'histoire du Rose Bowl. Les Bulldogs disputent ensuite le College Football Championship Game 2018 contre Alabama et Blankenship transforme un field goal de 51 yards en prolongation ce qui permet à son équipe de mener temporairement au score. Néanmoins, ils perdent le match 23-26. 
Après la saison 2018, il est sélectionné dans la seconde équipe de la SEC.
La saison suivante, il mène les statistiques quant au nombre de field goals tentés et au nombre de conversions de touchdown réussies, il se voit décerner le Lou Groza Award du meilleur kicker universitaire du pays,.
Au terme de sa carrière universitaire, il aura réussi toutes les conversions de touchdown à un point tentées (200/200).
Blankenship n'est pas sélectionné lors de la draft 2020 de la NFL. Il est néanmoins engagé en tant qu'agent libre par les Colts d'Indianapolis pour remplacer le kicker vedette Adam Vinatieri ayant décidé de prendre sa retraite de la NFL. 
En 11e semaine de la saison 2020 contre les Packers de Green Bay, Blankenship transforme un field goal de 39 yards qui donne la victoire aux Colts en prolongation overtime 34–31 ce qui lui vaut le trophée du meilleur joueur d'équipes spéciales AFC de la semaine,. Sa saison régulière en tant que rookie (débutant) est bonne puisqu'il réussit 43 des 45 points de conversion tentés, 23 des 37 field goals tentés le plus long étant de 53 yards. Lors de la défaite 24-27 contre les Bills de Buffalo en tour préliminaire de la phase éliminatoire (wild card), il réussit les deux field goals tentés et la seule conversion de touchdown de son équipe.
Néanmoins, en 2021, après avoir joué les cinq premiers matchs de la saison régulière, Blankenship se blesse à la hanche et est placé le 16 octobre sur la liste des réservistes blessés. Il est remplacé jusqu'en fin de saison par Michael Badgley issu de l'équipe d'entraînement des Colts. Après un seul match en 2022, il est licencié par les Colts. Il est remplacé à ce poste par Chase McLaughlin.
Par la suite, il signe avec le practice squad des Cardinals de l'Arizona avant d'être élevé sur l'équipe principale quelques jours plus tard en compagnie de Corey Clement. Il est libéré le 2 novembre à la suite d'une blessure.

## Statistiques
| Année       | Équipe                 | Statut      | MJ |        | Field goals | Field goals | Field goals | Field goals |         | Extra Points | Extra Points | Extra Points |
| Année       | Équipe                 | Statut      | MJ | Tentés | Réussis     | %           | Long        | Tentés      | Réussis | %            |              |              |
| 2016        | Bulldogs de la Géorgie | Fr.         | 10 | 18     | 14          | 77,8        | NC          | 26          | 26      | 100          |              |              |
| 2017        | Bulldogs de la Géorgie | So.         | 15 | 23     | 20          | 87,0        | NC          | 63          | 63      | 100          |              |              |
| 2018        | Bulldogs de la Géorgie | Jr.         | 14 | 23     | 19          | 82,6        | NC          | 65          | 65      | 100          |              |              |
| 2019        | Bulldogs de la Géorgie | Sr.         | 14 | 33     | 27          | 81,8        | NC          | 46          | 46      | 100          |              |              |
| Totaux NCAA | Totaux NCAA            | Totaux NCAA | 53 | 97     | 80          | 82,5        | NC          | 200         | 200     | 100          |              |              |

| Année      | Équipe               | MJ |        | Field goals | Field goals | Field goals | Field goals |         | Extra Points | Extra Points | Extra Points |
| Année      | Équipe               | MJ | Tentés | Réussis     | %           | Long        | Tentés      | Réussis | %            |              |              |
| 2020       | Colts d'Indianapolis | 16 | 37     | 32          | 86,5        | 53          | 45          | 43      | 95,6         |              |              |
| 2021       | Colts d'Indianapolis | 05 | 14     | 11          | 78,6        | 48          | 08          | 07      | 87,5         |              |              |
| Totaux NFL | Totaux NFL           | 21 | 51     | 43          | 84,3        | 53          | 53          | 50      | 94,3         |              |              |